# Country Club Plaza

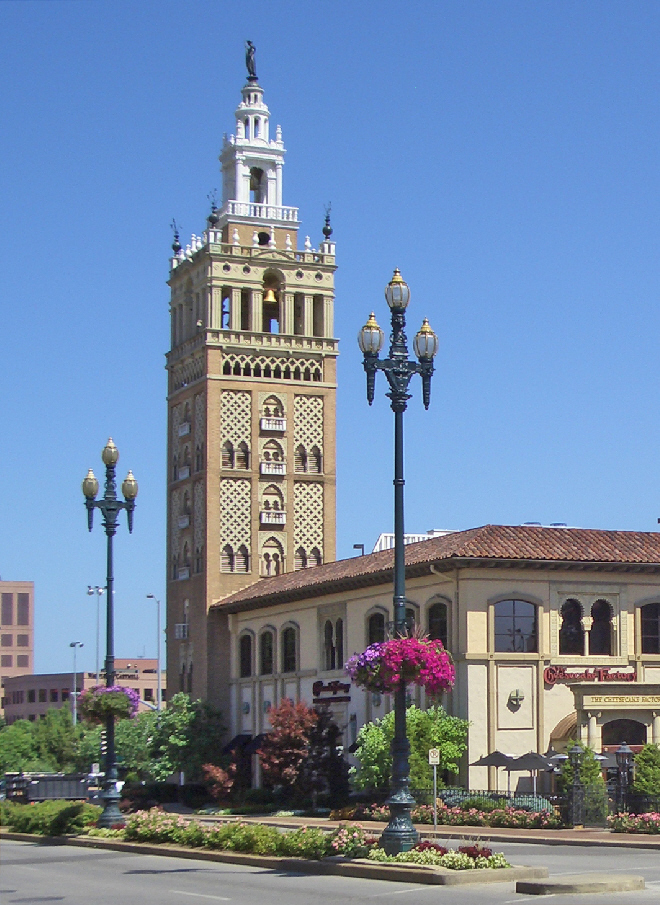
Réplica de la Giralda.

El Country Club Plaza es un centro comercial del Distrito Country Club de Kansas City, Misuri, Estados Unidos.
El centro consta de 18 edificios separados que representan 74 694 metros cuadrados de espacio comercial y 43 478 metros cuadrados de espacio de oficinas. Fue el primer centro comercial del mundo diseñado para acoger a los compradores que llegasen en automóvil.
Fue promovido por J. C. Nichols. La construcción del centro comercial fue anunciada en 1922. Tiene edificios de estilo español. La primera manzana del centro comercial abrió en 1923. J. C. Nichols visitó Sevilla en la década de 1920 y quiso construir una Giralda en el complejo en 1929 pero finalmente el proyecto no se llevó a cabo. En 1950 el centro comercial pasó a estar a cargo de su hijo, Miller Nichols.
Miller Nichols construyó hoteles y apartamentos en el entorno. En 1966 Sevilla, siendo su alcalde Félix Moreno de la Cova, y Kansas City, siendo su alcalde Ilus W. Davis, se hicieron ciudades hermanas. Miller Nichols visitó Sevilla ese mismo año. En 1967 se construyó en este centro comercial una réplica de la Giralda de aproximadamente 40 metros de alto y una réplica de la fuente de la Plaza Virgen de los Reyes de Sevilla. Sevilla, por su parte, tiene una avenida con el nombre de Kansas City y un monumento conmemorativo, «El Explorador».